# Santa Maria del Viver
Santa Maria del Viver és una capella romànica situada dins els jardins d'una gran finca, anomenada la Baronia de Viver, propera a Argentona (Maresme). Està catalogada com a bé cultural d'interès local.

## Història
Esmentada des del segle xii (1119), la imatge pertany a les denominades verges trobades, i va ser centre de devoció mariana. Fou refeta el 1863 per Darius Rumeu i Torrents, primer baró de Viver, que bastí un gran casal al seu costat, d'estil neoclàssic i historicista. També s'hi va plantar un petit jardí romàntic, que amb els anys va ser ampliat pel paisatgista Nicolau Rubió i Tudurí.
Actualment, el recinte és propietat del baró Darío Olartua Rumeu, i és gestionat per la Fundació SETBA. Es va reobrir al públic el 2016 per a visites d'escolars i per a grups, amb una atenció especial als col·lectius més febles. L'enorme finca enjardinada es pot visitar un cop a l'any, coincidint amb el segon diumenge de setembre, quan té lloc a l'ermita l'aplec de la Mare de Déu del Viver. També es lloga per a turisme de negocis i localitzacions cinematogràfiques.

## Descripció
És de nau única, amb un absis semicircular orientat a llevant i dues absidioles a manera de creuer. La volta de la nau és de canó i l'absis i les absidioles són cobertes amb volta de quart d'esfera.
L'accés es manté a l'emplaçament original del mur de migdia, però la porta rectangular va ser refeta al segle xvii. Les finestres, els ràfecs i l'espadanya de dues obertures que s'alça al mur de migdia van ser refets en la restauració.